# Drosophila fulvimaculoides
Drosophila fulvimaculoides este o specie de muște din genul Drosophila, familia Drosophilidae, descrisă de Wasserman și Wilson în anul 1957. Conform Catalogue of Life specia Drosophila fulvimaculoides nu are subspecii cunoscute.